# Funware
El funware, término acuñado por Gabe Zichermann, es el uso de mecánicas lúdicas en contextos ajenos al juego para fomentar en los usuarios ciertas acciones deseadas, generalmente constructivas, o para fidelizar clientes. Entre las mecánicas de juego empleadas por el funware se encuentran recompensas típicas de los videojuegos como los puntos, los niveles, las tablas de clasificación, las insignias y los retos.
El funware se emplea en sitios web como eBay y Facebook, en aplicaciones de software como Nike Run Club y en actividades como la acumulación de puntos y el ascenso de nivel en programas de viajero frecuente. Para aumentar la participación de los usuarios, los sitios web utilizan cada vez más servicios de software de ludificación.
En el ámbito de la recomendación social, en particular, existen numerosas plataformas que utilizan el funware para incentivar la conducta de los usuarios con el propósito de aumentar su implicación y explotar su conocimiento colectivo. Son ejemplo de ello Foursquare, TripAdvisor y el programa Google Local Guides de Google Maps. Las dinámicas motivadoras a este efecto incluyen premios, generalmente intangibles, que activan un círculo virtuoso de estímulo y recompensa.